# Euphorbia vandermerwei
Euphorbia vandermerwei är en törelväxtart som beskrevs av Robert Allen Dyer. Euphorbia vandermerwei ingår i släktet törlar, och familjen törelväxter. Inga underarter finns listade i Catalogue of Life.